# Stożkówka sinostopka
Stożkówka sinostopka (Conocybula cyanopus (G.F. Atk.) T. Bau & H.B. Song) – gatunek grzybów z rodziny gnojankowatych (Bolbitiaceae).

## Systematyka i nazewnictwo
Pozycja w klasyfikacji według Index Fungorum: Conocybula, Bolbitiaceae, Agaricales, Agaricomycetidae, Agaricomycetes, Agaricomycotina, Basidiomycota, Fungi.
Po raz pierwszy opisał go w 1918 roku George Francis Atkinson, nadając mu nazwę Galerula cyanopus. W 2024 roku po przeprowadzeniu badań filogenetycznych T. Bau i H.B. Song przenieśli go do nowo utworzonego rodzaju Conocybula. Synonimy:
- Conocybe cyanopus (G.F. Atk.) Kühner 1935
- Galerula cyanopus G.F. Atk. 1918
- Pholiotina cyanopus (G.F. Atk.) Singer 1950

Nazwę polską podaje internetowy atlas grzybów. Jest niespójna z aktualną nazwą naukową.

## Morfologia
Kapelusz
O średnicy 9–22 mm, dzwonkowatowypukły, stożkowowypukły do płaskowypukłego. Jest higrofaniczny; w stanie wilgotnym rubinowy do czerwonawobrązowego, półprzezroczyście prążkowany do 3/5 promienia, po wyschnięciu pomarańczowobrązowy, ochrowożółty do bladoszaropomarańczowego, bez pozostałości osłony.
Blaszki
16–26, l = 1–3, wąsko przyrośnięte, średnio gęste, o szerokości do 2,5 mm, nieco brzuchate, początkowo jasnobrązowe, potem pomarańczowobrązowe do rdzawobrązowych. Ostrza delikatnienie biało kłaczkowate.
Trzon
Wysokość 13–38 mm, grubość 0,8–2,1 mm, przy podstawie grubszy (do 3,8 mm), cylindryczny, prosty, ale częściej nieregularnie wygięty. Powierzchnia początkowo biała lub szarawobiała, potem często u nasady z niebieskawoszarym odcieniem, czasami po zgnieceniu ma niebieskawy kolor (przynajmniej po pewnym czasie). Jest na całej długości białawo wzdłużnie włókniście prążkowany, owłosione, na wierzchołku oprószony.
Miąższ
W kapeluszu jasnobrązowy, w trzonie białawy, bez zapachu lub z lekko kwaskowatym zapachem.
Wysyp zarodników
Rdzawobrązowy.
Cechy mikroskopowe
Zarodniki 6,5–11 × 4,8–5,8 µm, eliptyczne lub lekko asymetryczne, cienkościenne, gładkie, z porami rostkowymi, nieamyloidalne. Podstawki czterozarodnikowe, maczugowate, 18,3–25,9×7,3–8,8 µm. Ceilocystydy szkliste, cienkościenne, 14,6–38,7 × 6,6–14,6 μm. Pleurocystyd brak.
Gatunki podobne
Głównymi charakterystycznymi cechami Conocybula cyanopus są brązowy, prążkowany kapelusz i biały trzon, którego barwa u nasady zmienia się w szaroniebieską po uciśnięciu (pewna cecha umożliwiająca rozpoznanie tego gatunku w terenie).

## Występowanie i siedlisko
Podano nieliczne stanowiska stożkówki sinostopki w Ameryce Północnej, Europie i azjatyckich terenach Federacji Rosyjskiej. Brak go w opracowanej w 2003 roku przez Władysława Wojewodę „Krytycznej liście wielkoowocnikowych grzybów podstawkowych Polski”, ale podano jego stanowiska w późniejszych latach. W internetowym atlasie grzybów znajduje się na liście gatunków zagrożonych i wartych objęcia ochroną.
Naziemny grzyb saprotroficzny rosnący w lasach na ziemi zmieszanej z resztkami drewna.

## Własności psychoaktywne
Jest grzybem psychoaktywnym. Głównymi czynnymi związkami o działaniu halucynogennym są psylocybina, psylocyna i baeocystyna, zawiera także niewielkie ilości norbaeocystyny i aeruginascyny.